# Nauzet Alemán
Pour les articles homonymes, voir Alemán.
Nauzet Alemán Viera, né le 25 février 1985 à Las Palmas de Gran Canaria, est un footballeur espagnol qui évolue au poste de milieu offensif.

## Biographie
Formé à l'UD Las Palmas, club de sa ville natale, Nauzet Alemán fait ses débuts professionnels le 14 septembre 2003 en entrant en jeu contre le CD Numancia en Segunda División. Il reçoit son unique convocation en sélection nationale au mois de janvier 2004 et joue la totalité d'une rencontre face à la Tchéquie avec les moins de 19 ans. La descente du club en troisième division à l'issue de la saison 2003-04 permet au jeune Alemán de prendre une place de titulaire. Il inscrit ses premiers buts le 8 mai 2005 face à Navalcarnero; son doublé participant à un large succès 5-0. Après six saisons à Las Palmas, Alemán signe au Real Valladolid en 2009. 
Ce transfert permet au milieu offensif de découvrir la Liga. Le 30 août 2009, il fait ses débuts dans l'élite durant un nul 0-0 face à Almería. Alemán marque son premier but la journée suivante contre Valence. Il trouve rapidement ses marques dans l'un des championnats les plus exigeants au monde et marque à quatre reprises en cinq rencontres, dont un doublé aux dépens du Deportivo La Corogne. Malgré une saison réussie sur le plan personnel avec six buts, Valladolid est relégué. 
Alemán atteint le sommet de sa forme au cours de la saison 2010-11 en finissant meilleur passeur de Segunda División avec quatorze offrandes. Il demeure trois ans à Valladolid avant de revenir à Las Palmas en 2012. Alemán devient un joueur constant de seconde division en enchaînant de solides performances. Mais après la remontée de La Unión Deportiva et un exercice 2015-16 fantôme avec douze matchs disputés, le joueur quitte son club de cœur et finit sa carrière à Almería au cours de la saison 2017-18.

## Statistiques
| Saison                | Club                  | Championnat           | Championnat | Championnat | Championnat | Coupe(s) nationale(s) | Coupe(s) nationale(s) | Coupe(s) nationale(s) | Barrages | Barrages | Barrages | Total | Total | Total |
| Saison                | Club                  | Division              | M.          | B.          | P.d.        | M.                    | B.                    | P.d.                  | M.       | B.       | P.d.     | M.    | B.    | P.d.  |
| 2003-2004             | UD Las Palmas         | D2                    | 10          | 0           | 0           | 1                     | 0                     | -                     | -        | -        | -        | 11    | 0     | 0     |
| 2004-2005             | UD Las Palmas         | D3                    | 9           | 2           | -           | -                     | -                     | -                     | -        | -        | -        | 9     | 2     | 0     |
| 2005-2006             | UD Las Palmas         | D3                    | 31          | 4           | -           | 4                     | 1                     | -                     | 4        | 2        | -        | 39    | 7     | 0     |
| 2006-2007             | UD Las Palmas         | D2                    | 29          | 1           | 8           | 1                     | 1                     | -                     | -        | -        | -        | 30    | 2     | 8     |
| 2007-2008             | UD Las Palmas         | D2                    | 36          | 3           | 1           | 2                     | 0                     | 1                     | -        | -        | -        | 38    | 3     | 2     |
| 2008-2009             | UD Las Palmas         | D2                    | 30          | 5           | 3           | -                     | -                     | -                     | -        | -        | -        | 30    | 5     | 3     |
| Sous-total            | Sous-total            | Sous-total            | 145         | 15          | 12          | 8                     | 2                     | 1                     | 4        | 2        | -        | 157   | 19    | 13    |
| 2009-2010             | Real Valladolid       | D1                    | 26          | 6           | 3           | 1                     | 0                     | 1                     | -        | -        | -        | 27    | 6     | 4     |
| 2010-2011             | Real Valladolid       | D2                    | 33          | 7           | 14          | 2                     | 1                     | 2                     | 2        | 0        | 0        | 37    | 8     | 16    |
| 2011-2012             | Real Valladolid       | D2                    | 31          | 9           | 8           | 1                     | 4                     | 0                     | 4        | 0        | 1        | 36    | 13    | 9     |
| Sous-total            | Sous-total            | Sous-total            | 90          | 22          | 25          | 4                     | 5                     | 3                     | 6        | 0        | 1        | 100   | 27    | 29    |
| 2012-2013             | UD Las Palmas         | D2                    | 36          | 5           | 8           | 5                     | 0                     | 1                     | 2        | 0        | 0        | 43    | 5     | 9     |
| 2013-2014             | UD Las Palmas         | D2                    | 27          | 5           | 6           | 1                     | 1                     | 0                     | 4        | 0        | 1        | 32    | 6     | 7     |
| 2014-2015             | UD Las Palmas         | D2                    | 28          | 9           | 5           | 1                     | 1                     | 0                     | -        | -        | -        | 29    | 10    | 5     |
| 2015-2016             | UD Las Palmas         | D1                    | 10          | 0           | 0           | 2                     | 0                     | 1                     | -        | -        | -        | 12    | 0     | 1     |
| Sous-total            | Sous-total            | Sous-total            | 101         | 19          | 19          | 9                     | 2                     | 2                     | 6        | 0        | 1        | 116   | 21    | 22    |
| 2017-2018             | UD Almería            | D2                    | 7           | 0           | 1           | 1                     | 0                     | 0                     | -        | -        | -        | 8     | 0     | 1     |
| Sous-total            | Sous-total            | Sous-total            | 7           | 0           | 1           | 1                     | 0                     | 0                     | -        | -        | -        | 8     | 0     | 1     |
| Total sur la carrière | Total sur la carrière | Total sur la carrière | 343         | 56          | 57          | 22                    | 9                     | 6                     | 16       | 2        | 2        | 381   | 67    | 65    |